# محطة إبن بطوطة (مترو دبي)
محطة ابن بطوطة (بالإنجليزية: Ibn Battuta station)‏؛ هي محطة نقل سريع على الخط الأحمر لشبكة مترو دبي التي تخدم دبي في الإمارات العربية المتحدة، تعد أولى المحطات المتجهة من محطة جبل علي نحو محطة مركز الإمارات العربية المتحدة للصرافة.
خلال الفترة من يناير 2018 إلى أبريل 2019، تم إغلاق الخط الأحمر بين محطتي مركز دبي للسلع المتعددة وابن بطوطة لتمديد نظام مترو دبي.